# Gonutsuga
Gonutsuga – wieś w Botswanie w dystrykcie Północno-Zachodnim. Osada znajduje się blisko zachodniej granicy z Namibią. Według spisu ludności z 2001 roku wieś liczyła 506 mieszkańców.